# Prípad pro zacínajícího kata
Prípad pro zacínajícího kata (en anglès: Case for a Rookie Hangman) és una pel·lícula dramàtica txeca dirigida per Pavel Juráček i estrenada l'any 1970. El film és un dels films emblemàtics de la Nouvelle Vague txeca.
Lliurement inspirat del tercer llibre dels Viatges de Gulliver de Jonathan Swift, el film pot ser categoritzat com surrealista o sàtira absurda. No obstant això, la història és transposada al començament del segle XX en un món en declivi. El film mostra també la influència de Franz Kafka i Lewis Carroll, l'autor d'Alícia al país de les meravelles.
El film, que és una sàtira que apunta la societat txecoslovaca, va estar prohibit poc després de la seva estrena l'any 1970, cosa que va significar igualment el final de la carrera de Juráček.

## Argument
Lemuel Gulliver, després d'haver patit un accident de cotxe, descobreix un conill mort vestit d'home i li pren el seu rellotge, que porta una inscripció dedicada al príncep Mounodi.. Es troba a Balnibarbi, un país on tot és misteriós, on la lògica dels esdeveniments i de la gent li són incomprensibles. Presencia una execució capital orquestrada com un número de circ per un amable botxí.

## Repartiment
- Lubomír Kostelka: Lemuel Gulliver
- Klára Jerneková: Markéta
- Milena Zahrynowská: Dominika
- Radovan Lukavský: professor Beiel
- Jiří Janda: Patrik
- Luděk Kopřiva: Vilém Seid
- Miloš Vávra: Emil
- Miroslav Macháček: Munodi